# عبدالله بن جاسم آل ثانی
عبدالله بن جاسم بن محمد آل ثانی (به عربی: عبد الله بن جاسم بن محمد آل ثاني) (زاده ۱۸۷۱) معروف به شیخ عبدالله بن جاسم آل ثانی امیر سابق کشور قطر می‌باشد. شیخ عبدالله بن جاسم آل ثانی فرزند شیخ جاسم بن محمد آل ثانی در سال ۱۸۸۰ در دوحه متولد شد. وی در ۱۷ ژوئیه ۱۹۱۳ در قطر به قدرت رسید و در ۲۰ اوت ۱۹۴۹ از قدرت کناره گیری کرد. وی  پس از یکسال و اندی از مرگ ولیعهد سابق و پسر ارشدش حمد بن عبدالله بن جاسم آل ثانی در ۲۸ می ۱۹۴۸  قدرت را به پسر دیگر خود احمد بن عبدالله بن جاسم آل ثانی واگذار کرد که از  زمان مرگ برادرش بعنوان ولیعهد و جانشینی امیر قطر انتخاب شده بود. نفت برای اولین بار در زمان حکومت او در قطر کشف شد. وی قلعه کوت که به قلعه دوحه نیز معروف است را در محله البدع قطر ساخت، تا به عنوان یک ایستگاه پلیس عمل کند و همزمان از سوق واقف در برابر دزدان محافظت کند. آخرین اقدام شیخ عبدالله بن جاسم بن محمد آل ثانی به عنوان حاکم، امضای قرارداد امتیاز بستر دریا با شرکت مرکزی معدن و سرمایه‌گذاری برای توسعه کسب و کار مردم با مسئولیت محدود در ۵ اوت ۱۹۴۹ بود. او در تاریخ ۲۵ آوریل ۱۹۵۷ درگذشت.